# فيراري 328
فيراري 328 (بالإنجليزية: Ferrari 328)‏هي سيارة رياضية تم إنتاجها من قبل شركة فيراري .

## وصلة خارجية
- ferrari.com/328 GTS (1985)